# کیتس ویل (میزوری)
کیتس ویل (به انگلیسی: Keytesville) یک شهر در ایالات متحده آمریکا است که در شهرستان چاریتون، میزوری واقع شده‌است. کیتس ویل ۲٫۰۲ کیلومتر مربع مساحت و ۴۷۱ نفر جمعیت دارد و ۲۱۶ متر بالاتر از سطح دریا واقع شده‌است.